# 야오왕
야오왕(중국어: 姚望, 1992년 2월 18일 ~ )은 중국의 배우이다. 2016년 텔레비전 드라마 《착생》(錯生)으로 데뷔해 현재도 배우의 길로 활동하고 있다.